# Сентер (округ Рок, Вісконсин)
Сентер (англ. Center) — місто (англ. town) в США, в окрузі Рок штату Вісконсин. Населення — 1046 осіб (2020).

## Демографія
Згідно з переписом 2010 року, у місті мешкало 1066 осіб у 418 домогосподарствах у складі 313 родин. Було 436 помешкань
Расовий склад населення:
| - 98,6 % — білих - 0,5 % — азіатів - 0,1 % — корінних американців - 0,1 % — чорних або афроамериканців |

До двох чи більше рас належало 0,1 %. Частка іспаномовних становила 1,1 % від усіх жителів.
За віковим діапазоном населення розподілялося таким чином: 20,9 % — особи молодші 18 років, 65,1 % — особи у віці 18—64 років, 14,0 % — особи у віці 65 років та старші. Медіана віку мешканця становила 45,5 року. На 100 осіб жіночої статі у місті припадало 104,6 чоловіків;  на 100 жінок у віці від 18 років та старших — 104,6 чоловіків також старших 18 років.
Середній дохід на одне домашнє господарство  становив 85 142 долари США (медіана — 82 031), а середній дохід на одну сім'ю — 96 020 доларів (медіана — 88 750). Медіана доходів становила 61 908 доларів для чоловіків та 45 114 долари для жінок. За межею бідності перебувало 8,1 % осіб, у тому числі 11,4 % дітей у віці до 18 років та 10,4 % осіб у віці 65 років та старших.
Цивільне працевлаштоване населення становило 521 особа. Основні галузі зайнятості: освіта, охорона здоров'я та соціальна допомога — 21,5 %, виробництво — 17,5 %, будівництво — 12,7 %, роздрібна торгівля — 11,1 %.